# Club Sportif Chênois
Il Club Sportif Chênois è una società calcistica svizzera con sede nella città di Thônex, Chêne-Bourg e Chêne-Bougeries. La sua fondazione risale al 1º luglio 1907.
Attualmente milita nella Seconda Lega (6 livello).

## Storia
Il 1º luglio 1907 viene fondata la squadra del Football Club Thônex CCC da una decina di studenti (René Gilbert fu il primo presidente), e nel 1924 è rinominata Club Sportif Chênois.
Il motto della squadra è: Mens sana in corpore sano.

## Cronistoria
- 1907 - 1964: ?
- 1964 - 1971: Prima Lega
- 1971 - 1973: Divisione Nazionale B
- 1973 - 1981: Divisione Nazionale A
- 1981 - 1991: Divisione Nazionale B
- 1991 - 1992: Prima Lega
- 1992 - 1995: Divisione Nazionale B
- 1995 - 2007: Prima Lega
- 2007 - 2008: Seconda Lega
- 2008 - : Prima Lega

(Legenda: Divisione Nazionale A = 1º livello / Divisione Nazionale B = 2º livello / Prima Lega = 3º livello / Seconda Lega = 4º livello / Terza Lega = 5º livello / Quarta Lega = 6º livello / Quinta Lega = 7º livello / Sesta Lega = 8º livello)

## Stadio
Il CS Chênois gioca le partite casalinghe allo stadio del Trois-Chênes, ha una capienza di 3 900 spettatori (900 seduti e 3 000 in piedi). Le dimensioni sono 107 m per 67 m.

## Palmarès

### Competizioni nazionali
- Prima Lega: 1

1970-1971
- 1ª Lega: 1

1999-2000
- Seconda Lega interregionale: 2

2007-2008 (gruppo 1), 2017-2018 (gruppo 1)

### Altri piazzamenti
- Coppa Svizzera:

Semifinalista: 1974-1975, 1978-1979
- Challenge League:

Secondo posto: 1972-1973
Terzo posto: 1981-1982, 1982-1983